# Gullah

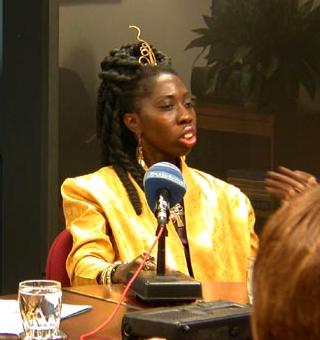
Marquetta Goodwine är officiell talesperson för gullah-folket.

Gullah (även geechee eller Sea Island creole) är ett engelskt kreolspråk som utvecklades av afrikanska slavar på öarna utanför South Carolina och Georgia  (Sea Islands) på USA:s östkust. 

## Bakgrund
På dessa öar anlades plantager där slavarna arbetade, och eftersom de och deras ättlingar levde isolerade, bevarades afrikanska traditioner mer intakt än på andra håll i USA. Ön Saint Helena i South Carolina räknas som gullah-kulturens centrum. Länge betraktades språkvarianten endast som dålig engelska (Broken English), och den låga statusen medförde att antalet talare minskade. 
Cirka 90 % av orden i gullah har engelskt ursprung, och resten har hämtats från afrikanska språk som fulani, mende, bambara, ewe, fon, hausa och kimbundu. Lorenzo Dow Turner (1890-1972) var den förste lingvist som gjorde omfattande studier av språket. Gullah är främst ett talat språk, men 1979 inleddes en översättning av Nya testamentet som blev klar 2005.
Bedömningen var att det 1970 fanns omkring 100 000 talare, men att det på 2010-talet rör sig om cirka 10 000.[källa behövs] De förbättrade kommunikationerna har sannolikt också påverkat situationen. På senare tid har intresset för språket ökat, och ansträngningar görs för att bevara det och ge det en högre status. 
Michelle Obama har gullah-rötter, och juristen Clarence Thomas, som sitter i USA:s högsta domstol, talade gullah under sin uppväxt. Vid Barack Obamas installationsceremoni 2013 fanns en gullah-delegation med. 